# 山王镇 (淮南市)
山王镇，是中华人民共和国安徽省淮南市八公山区下辖的一个乡镇级行政单位。

## 行政区划
山王镇下辖以下地区：
李山社区、东风社区、前进社区、淮矿社区、淮岸社区、孔集村、王巷村、工农村、张楼村、李咀村、山王村、毕岗村、丁山村、林场村和南塘村。